# Beurskrach van 1929

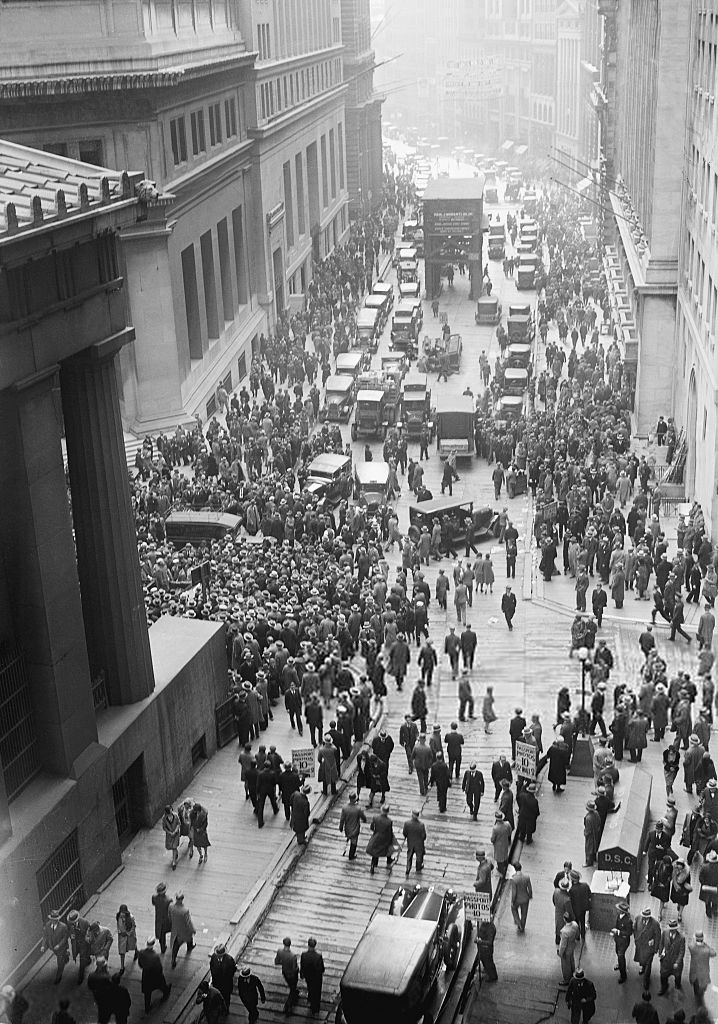
Een mensenmenigte voor het gebouw van de New York Stock Exchange na de beurscrash

De beurskrach (of -crash) van 1929 was de plotselinge ineenstorting van de aandelenkoersen op de beurs van Wall Street (New York) die plaatsvond in oktober 1929. De beurskrach had wereldwijd catastrofale gevolgen en gold als directe oorzaak van de crisis van de jaren 30.

## Hoogconjunctuur
De wereld, en dan voornamelijk de Verenigde Staten, beleefde in de jaren 20 van de 20e eeuw een hoogconjunctuur. Als gevolg hiervan stegen de koersen van aandelen en andere effecten tot enorme hoogten; aandelen werden op de beurs veel meer waard dan redelijk was. De onderliggende economie was echter ongemerkt in kracht verminderd zonder dat dit op de beurs tot uiting kwam. Beleggers verkeerden in euforie en de prijzen van de aandelen werden steeds maar verder opgejaagd – tegen alle economische logica in.

## Neerwaartse spiraal
In de zomer van 1929 begon duidelijk te worden dat de economische cyclus op het punt stond in een neerwaartse spiraal te raken. Veel bedrijven merkten dat de markt verzadigd was en lieten hun productie krimpen. De eerste ontslagen vielen, waardoor bestedingen afnamen en andere bedrijven op hun beurt in de problemen kwamen. Steeds meer bedrijven krompen of gingen failliet. In de zomer van 1929 vlakten de koersen steeds verder af.

## Zwarte Donderdag

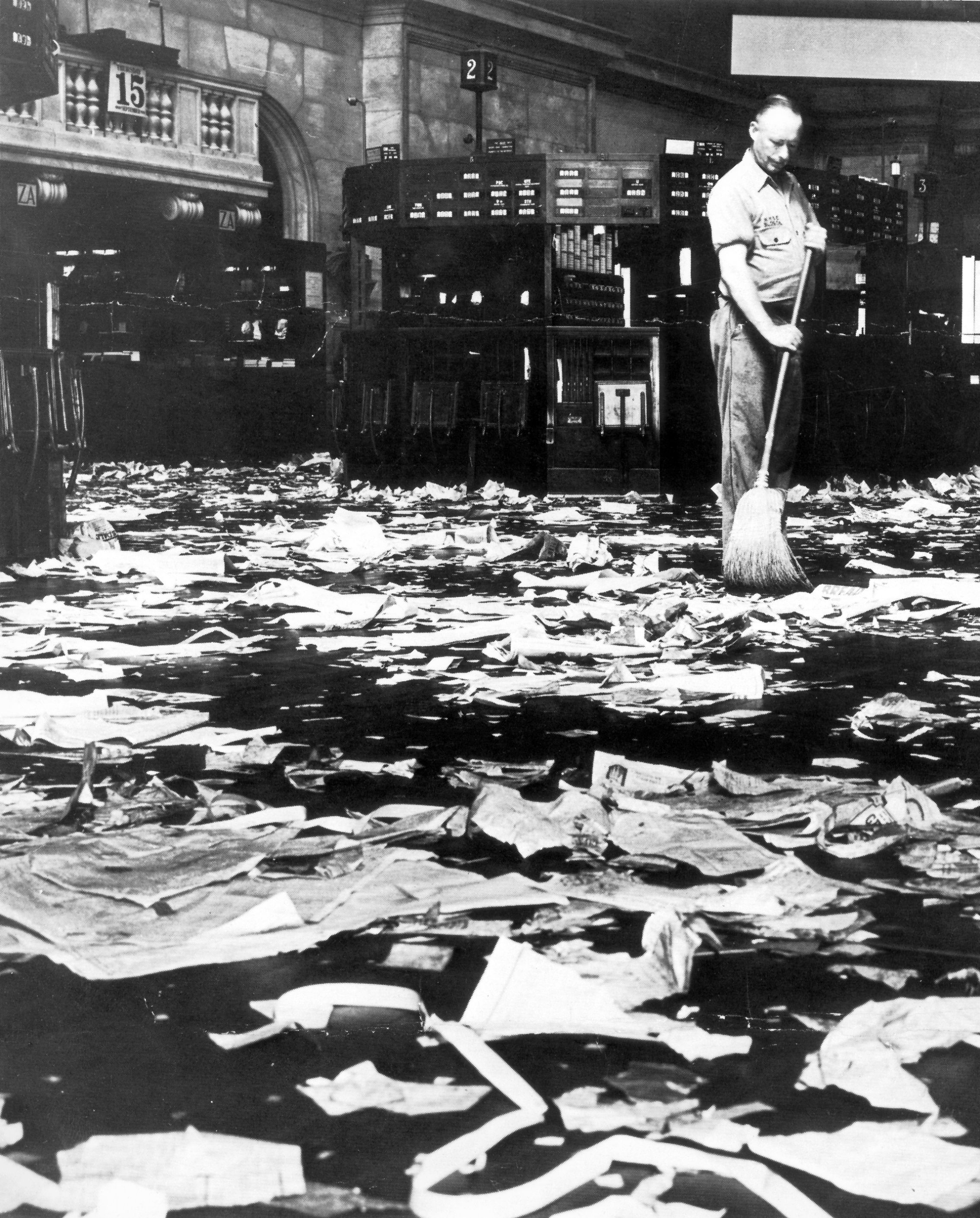
Een schoonmaker veegt de beursvloer aan het eind van de handelsdag

Op donderdag 24 oktober 1929 begonnen de aandelenkoersen op de New York Stock Exchange extreem te dalen. In de paniek die hierdoor ontstond, probeerden beleggers hun aandelen te verkopen waardoor de koersen volledig inzakten. Aan het einde van de dag (die de geschiedenis zou ingaan als Zwarte Donderdag) waren de meeste aandelen sterk gedaald. Na een kleine opleving daalden de koersen later nog verder. Het dieptepunt van de markt zou uiteindelijk pas bereikt worden op 8 juli 1932 op een niveau van 41,22. Dat niveau was voor het laatst gezien in de negentiende eeuw. Het zou nog tot 1954 duren vooraleer de koers weer 381,17 bereikte, wat het hoogtepunt in 1929 was.
Door de crisis konden veel leningen niet terugbetaald worden waardoor banken failliet gingen. Dit had een sneeuwbaleffect tot gevolg: de verslechterende economie kwam versneld in een depressie terecht. De deflatie die daardoor ontstond deed de handel instorten en vervolgens belandde de hele wereld in een laagconjunctuur.

## Duitse crisis
Een voorbeeld van de catastrofale gevolgen van de slechte economische situatie is het feit dat de federale overheid van de VS grote financiële tekorten had. Om te bezuinigen werd de financiële hulp in het kader van het Young-Dawespact aan Duitsland stopgezet.
Duitsland moest in die periode enorme herstelbetalingen - deze waren berekend tot in 1989 - voldoen aan het Verenigd Koninkrijk, Frankrijk en andere landen, als gevolg van het Verdrag van Versailles, dat de Eerste Wereldoorlog formeel had beëindigd. Vermeldenswaardig is het feit dat deze landen het Duitse geld onder meer gebruikten voor het aflossen van hun oorlogsleningen bij de VS. In Duitsland ontstond een enorme armoede; dit vormde het klimaat waarin Adolf Hitler aan de macht kon komen.

## Remedies
Uiteraard werd van de regering verwacht dat ze zou ingrijpen. Velen vonden dat een crisis behoorde tot het economische leven en dat een economie daar ook vanzelf weer uit kon komen (laissez-faire). Bij de verkiezingen in 1933 werd de democraat Franklin D. Roosevelt verkozen. Hij leerde de bevolking de crisis niet lijdzaam te ondergaan, maar ertegen te vechten: The Fighting Spirit. Ook diens voorganger Herbert Hoover had, in tegenstelling tot wat hem verweten werd, wel degelijk getracht wat aan de crisis te doen. Hoewel de effecten van de overheidsmaatregelen omstreden waren, keerde het vertrouwen in de regering onder Roosevelt wel terug. De econoom Keynes had deze crisis reeds voorspeld in zijn boek The End Of Laissez-Faire.